# إيلوكوس سور
إيلوكوس سور هي مقاطعة في الفلبين، تتبع Ilocos Region ‏، بلغ عدد سكانها 658٬587 نسمة، في 2010، عاصمتها فيغان، تبلغ مساحتها 2٬596٫00 كيلومتر مربع، رمزها البريدي هو 2700–2733.

## الموقع
تشترك في الحدود مع:
- لا يونيون
- بينغويت
- أبرا
- إيلوكوس نورت.

## التقسيمات الإدارية
- فيغان
- كاندون
- Alilem [الإنجليزية]‏
- Banayoyo [الإنجليزية]‏
- Bantay [الإنجليزية]‏
- Burgos, Ilocos Sur [الإنجليزية]‏
- كابوغاو [الإنجليزية]‏
- Caoayan [الإنجليزية]‏
- Cervantes, Ilocos Sur [الإنجليزية]‏
- Galimuyod [الإنجليزية]‏
- Gregorio del Pilar, Ilocos Sur [الإنجليزية]‏
- Lidlidda [الإنجليزية]‏
- Magsingal [الإنجليزية]‏
- Nagbukel [الإنجليزية]‏
- Narvacan [الإنجليزية]‏
- Quirino, Ilocos Sur [الإنجليزية]‏
- Salcedo, Ilocos Sur [الإنجليزية]‏
- San Emilio [الإنجليزية]‏
- San Esteban, Ilocos Sur [الإنجليزية]‏
- San Ildefonso, Ilocos Sur [الإنجليزية]‏
- San Juan, Ilocos Sur [الإنجليزية]‏
- San Vicente, Ilocos Sur [الإنجليزية]‏
- Santa, Ilocos Sur [الإنجليزية]‏
- Santa Catalina, Ilocos Sur [الإنجليزية]‏
- Santa Cruz, Ilocos Sur [الإنجليزية]‏
- Santa Lucia, Ilocos Sur [الإنجليزية]‏
- Santa Maria, Ilocos Sur [الإنجليزية]‏
- Santiago, Ilocos Sur [الإنجليزية]‏
- Santo Domingo, Ilocos Sur [الإنجليزية]‏
- Sigay [الإنجليزية]‏
- Sinait [الإنجليزية]‏
- Sugpon [الإنجليزية]‏
- Suyo, Ilocos Sur [الإنجليزية]‏
- Tagudin [الإنجليزية]‏.